# Коммонер, Барри
Ба́рри Ко́ммонер (англ. Barry Commoner; 28 мая 1917[…], Бруклин, Нью-Йорк — 30 сентября 2012[…], Манхэттен, Нью-Йорк) — американский биолог и экоактивист. Кандидат в президенты США в 1980 году от гражданской партии, набравший 0,27 % голосов.

## Биография
Родился в Бруклине в семье еврейских иммигрантов из Российской Империи, племянник переводчика и исследователя классической русской прозы, декана славянского отдела Нью-Йоркской публичной библиотеки Аврама Ярмолинского (1890—1975). Его отец, Исидор Коммонер (Исаак Коменар, 1883—1971), был портным из Кишинёва (ослеп, когда его сын был ребёнком); мать, Голда Ярмолинская, уроженка Гайсина, — домохозяйкой.
Окончил университет штата Колумбия со степенью бакалавра. В 1938 получил магистерскую степень, в 1941 — докторскую. Во время Второй мировой войны служил на флоте в звании лейтенанта. После войны переехал в Сент-Луис, где в течение 34 лет преподавал физиологию растений в университете.
В конце пятидесятых приобрёл известность как противник ядерных испытаний. Написал несколько книг об опасности подобных испытаний для экосистемы Земли.
После неудачной попытки баллотироваться в президенты США, Коммонер переехал в Нью-Йорк, где вступил на должность руководителя Центра Биологии и Природных Систем (Center for the Biology of Natural Systems) при Квинз Колидж (Queens college).

## Законы Коммонера
Наследие Коммонера включает четыре закона экологии, сформулированных в виде афоризмов:
1. Всё связано со всем — в законе отражён экологический принцип холизма (целостности), он основан на законе больших чисел.
2. Всё должно куда-то деваться — закон говорит о необходимости замкнутого круговорота веществ и обеспечения стабильного существования биосферы.
3. Природа знает лучше — закон имеет двойной смысл — одновременно призыв сблизиться с природой и призыв крайне осторожно обращаться с природными системами.
4. Ничто не даётся даром — закон говорит о том, что каждое новое достижение неизбежно сопровождается утратой чего-то прежнего

## Труды
- Коммонер Барри. Замыкающийся круг. — М.: Гидрометеоиздат, 1974. — 280 с.
- Коммонер Барри. Технология прибыли. — М.: 1976. — 114 с.